# Rycice (SIMC 0507791)
Rycice – osada leśna w Polsce, położona w województwie mazowieckim, w powiecie przasnyskim, w gminie Chorzele.
W latach 1975–1998 miejscowość administracyjnie należała do województwa ostrołęckiego.

## Miejscowości o nazwie Rycice w gminie Chorzele
W gminie Chorzele istnieją trzy miejscowości podstawowe o nazwie Rycice, w tym 1 wieś i 2 osady leśne. Wieś Rycice posiada SIMC 0507762. Niniejszy artykuł dotyczy osady leśnej Rycice, która posiada SIMC 0507791. Druga osada leśna Rycice posiada SIMC 0507785.